# Peropteryx pallidoptera
Peropteryx pallidoptera — є одним з видів мішкокрилих кажанів родини Emballonuridae.

## Етимологія
Peropteryx: дав.-гр. πήρα — «сумка або мішок», дав.-гр. πτερόν — «крило»; видовий епітет відноситься до зблідлого вигляду крил, лат. pallidus — «блідий», дав.-гр. πτερόν — «крило».

## Таксономія і еволюційна відносини
Молекулярний філогенетичний аналіз показав, що цей вид є сестринським до P. kappleri, P. macrotis, P. trinitatis.

## Морфологія
Тварина невеликого розміру, із загальною довжиною від 57 до 67 мм, довжина передпліччя між 39 і 43 мм, довжина хвоста від 11 до 15 мм, довжина стопи між 8 і 10 мм, довжина вух від 15 до 17 мм і маса до 6 гр.
Спинне хутро відносно довге (близько 8 мм). Спинна частина коричневого кольору з основами волосся світлішими, черевна частина трохи світліша. Морда загострена і гола, лоб високий. Вуха трикутні, із закругленими кінцями, коричневі. Крилові мембрани світло-коричневі, напівпрозорі. Хвіст відносно довгий. Зубна формула має такий вигляд: i 1/3, c 1/1, p 2/2, m 3/3, в цілому 32 зубів.

## Поширення
Цей вид поширений на сході Еквадору, в північній частині Перу і в бразильському штаті Пара. Живе в лісах до 400 метрів над рівнем моря. Спочиває в печерах.

## Загрози та охорона
Цей вид, будучи виявлений лише недавно, досі не піддавався будь-якій політиці збереження.